# Wilhelm Schumacher (Agrarwissenschaftler)
Wilhelm Schumacher (* 5. April 1834 in Endenich bei Bonn; † 17. September 1888 in Bonn) war ein deutscher Acker- und Pflanzenbauwissenschaftler.

## Leben und Wirken
Über Schumachers Lebensweg ist wenig bekannt. Er hat offenbar Medizin studiert und war seit 1854 als Tierarzt tätig. 1859 wurde er in Bonn zum Dr. phil. promoviert. Seitdem beschäftigte er sich intensiv mit Pflanzenphysiologie, Pflanzenernährung und Agrikulturphysik. Er versuchte mit deren neuesten Forschungsergebnissen die scheinbar noch sehr praxisorientierte Lehre vom Acker- und Pflanzenbau naturwissenschaftlich zu begründen. Von 1864 bis 1866 lehrte Schumacher als Dozent für Ackerbau und Agrikulturphysik am Landwirtschaftlichen Lehrinstitut in Berlin. Von 1869 bis 1870 hielt er Vorlesungen über Pflanzenbau an der Landwirtschaftlichen Akademie in Bonn-Poppelsdorf.
Schumacher veröffentlichte eine stattliche Anzahl von Büchern. Sein wissenschaftliches Hauptwerk ist das zweibändige Buch „Die Physik in ihrer Anwendung auf Agricultur und Physiologie“ (1864 und 1867). Mit diesem Werk wurde er zum Wegbereiter einer agrikulturphysikalisch ausgerichteten Pflanzenbaulehre, wie sie später u. a. von Ewald Wollny weitergeführt wurde. Unter Mitwirkung mehrerer Fachkollegen hat Schumacher beim Leipziger Verlag Quandt & Händel ein „Jahrbuch der Landwirthschaft“ herausgegeben, von dem allerdings nur drei Jahrgangsbände (1868–1870) erschienen sind.

## Hauptwerke
- Die Diffusion in ihren Beziehungen zur Pflanze. Theorie der Aufnahme, Vertheilung und Wanderung der Stoffe in der Pflanze. Ein Beitrag zur Lehre von der Ernährung der Pflanze für Pflanzenphysiologen, Agrikultur-Chemiker, Landwirthe und sonstige Freunde der Pflanzenkunde. C. F. Winter´sche Verlagsbuchhandlung Leipzig & Heidelberg 1861.
- Die Ernährung der Pflanze. Mit besonderer Berücksichtigung der Culturgewächse und der landwirthschaftlichen Praxis nach den neuesten Forschungen für Landwirthe und Pflanzenforscher. G. F. Otto Müller´s Verlag Berlin 1864.
- Die Physik in ihrer Anwendung auf Agricultur und Pflanzenphysiologie. Bd. 1: Die Physik des Bodens in ihren theoretischen und praktischen Beziehungen zur Landwirthschaft. Verlag von Wiegandt & Hempel Berlin 1864; Bd. 2: Die Physik der Pflanze. Ein Beitrag zur Physiologie, Klimatologie und Culturlehre der Gewächse. Ebd. 1867.
- Erschöpfung und Ersatz bei dem Ackerbaue. Versuch einer Statik des Ackerbaues. G. F. Otto Müller´s Verlag Berlin 1866.
- Der Ackerbau. Die Lehre von der Bodenbearbeitung, Feldbestellung und vom allgemeinen Pflanzenbaue in ihrer naturwissenschaftlichen Begründung. Beck´sche Universitäts-Buchhandlung Wien 1874.
- Die Poppelsdorfer Porzellan- und Steingut-Fabrik von Ludwig Wessel in Bonn : ein Beitr. zur Geschichte der rheinischen Industrie gelegentlich der Feier des 125-jährigen Bestehens der Poppelsdorfer Fabrik. - Bonn : Neusser, 1880. - Digitalisierte Ausgabe der Universitäts- und Landesbibliothek Düsseldorf